# دلفین بینی‌بطری معمولی

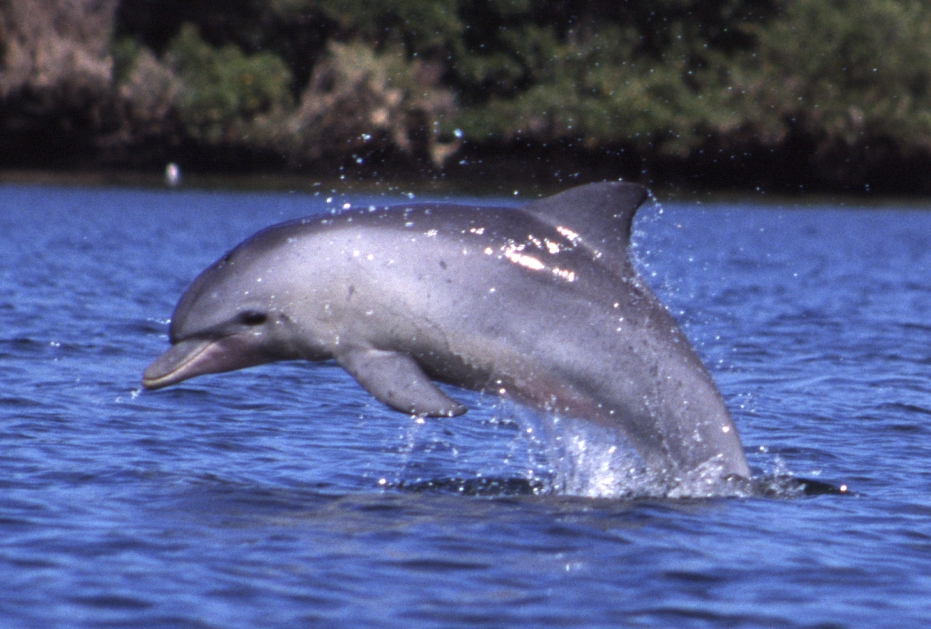
دلفین بینی‌بطری

دلفین بینی‌بطری معمولی (نام علمی: Tursiops truncatus)، شناخته شده‌ترین عضو خانواده دلفین‌سانان و از گونه دلفین‌هایی است که به وفور در آکواریوم‌های دنیا جهت عملیات نمایشی به کار گرفته می‌شود. دلفین بینی‌بطری معمولی بزرگ جثه‌ترین گونهٔ گروه دلفین‌های با پوزه منقارمانند است. آن‌ها در آب‌های معتدل و گرمسیری زمین زندگی می‌کنند و تنها در قطب‌ها دیده نمی‌شوند.
همه دلفین‌های بینی‌بطری پیشتر با نام علمی (T. truncatus) خوانده می‌شدند که به تازگی به دو گونه با نام‌های (T. truncatus) و (T. aduncus) تقسیم شده‌اند. با آنکه هر دو گونه در گذشته دلفین بینی‌بطری نامیده می‌شدند، پژوهشگران بسیاری برای این گونه نام دلفین بینی‌بطری معمولی را به کار می‌برند تا با دلفین بینی‌بطری گرمسیری اشتباه نشود. به دلیل تفاوت‌های ژنتیکی فراوان در میان اعضای این گونه، تعدادی از دانشمندان بر این باورند که در میان خود دلفین‌های بینی‌بطری معمولی نیز چندین زیرگونه وجود دارند.
از دیدگاه پراکندگی در اکثر اقیانوس‌های جهان از جمله خلیج فارس وجود دارد با وزنی در حدود ۲۵۰ تا ۶۰۰ کیلوگرم طولی معادل ۲ تا ۴ متر و ردیف دندان‌هایی که در هر آرواره از ۲۲ تا ۲۶ دندان تشکیل شده. تقریباً هر ۲ سال یک بار بچه‌دار می‌شود و دلفینی به طول ۱ متر و وزنی معادل ۳۷ کیلوگرم را به مدت ۱ سال با شیر مادر تغذیه می‌کند و طول عمری معادل ۲۶ تا ۳۰ سال دارد.
مغز دلفین بینی‌بطری از مغز انسان بزرگتر است.
دانشمندان در آزمایش‌های بسیاری توانسته‌اند مهارت‌های مختلف را به این دلفین‌ها بیاموزند.
نیروی دریایی آمریکا هم از تعدادی از دلفین‌های بینی‌بطری برای کاوش و یافتن مین دریایی استفاده کرده‌است.

## معادل‌های انگلیسی و نام‌های علمی
1. ↑  Tursiops truncatus
2. ↑  Tursiops aduncus